# Mount Armstrong
Mount Armstrong ist ein antarktischer Berg von 2330 m Höhe im Königin-Maud-Gebirge. Er ragt etwa 8 km südsüdöstlich des Mount Goodale in den Hays Mountains auf. 
Kartografisch erfasst wurde das Gebiet vom United States Geological Survey und mithilfe von Luftaufnahmen der United States Navy von 1960 bis 1964. Das Advisory Committee on Antarctic Names benannte den Berg nach Thomas B. Armstrong, Repräsentant des United States Antarctic Research Program auf der Palmer-Station zwischen 1966 und 1967.